# Uretrografía retrógrada
La uretrografía retrógrada es un procedimiento radiológico de rutina, realizado por lo general en hombres, donde se visualiza la integridad de la Uretra. Por ello la uretrografía retrógrada es esencial para el diagnóstico de daño o estenosis uretral pues permite evaluar la uretra masculina bajo visión fluoroscópica. Infrecuentemente se realiza el estudio en mujeres.

## Proceso
El procedimiento implica la inserción de una sonda de Foley en la «fosa navicular» que es el punto más amplio de la apertura de la uretra a nivel del glande masculino. A ese nivel se infla levemente el balón de la sonda con 1 a 2 ml de líquido. Ello es seguido por la lenta inyección de 30 ml de contraste soluble en agua mientras se obtienen varias radiografías sencillas con la persona en posición oblicua al plano de la radiografía para poder observar la uretra en la imagen. El escape del contraste fuera de la uretra sugiere daño uretral (normalmente secundario a trauma pélvico) y es indicación para una intervención quirúrgica reparadora.

## Indicaciones
La uretrografía retrógrada se indica para evaluar las porciones anterior y posterior de la uretra, en especial de la uretra anterior, compuesta por la uretra peneana y la uretra bulbar. Por lo general, hay la sospecha de estrechez de la uretra o trauma uretral en personas con antecedente reciente de trauma en el área pélvica acompañado por dolor, incapacidad para la micción, la presencia de sangre en la apertura uretral, un hematoma escrotal, o la palpación de una próstata flotante en el examen rectal.
Si se sospecha daño uretral, la aplicación de una uretrografía retrógrada debe ser realizada antes de intentar colocar una sonda de Foley hasta la vejiga. Si existiera una disrupción uretral, se debe proceder a la colocación de una sonda suprapúbica para vaciar la vejiga. Si se sospecha una ruptura de la uretra, está contraindicado introducir una sonda de Foley.
En algunos pacientes con sospecha de traumatismo vesical, se indica efectuar una uretrografía retrógrada para la visualización de las estructuras de las vías urinarias bajas. La evaluación de una sospecha de traumatismo vesical se suele acompañar además de cistografía asistida por tomografía computarizada.

## Riesgos
En la literatura, el trauma psicológico resultante de la VCUG se consideraba igual que el de una violación violenta, especialmente en las niñas.